# Yu Myung-hwan
Yu Myung-hwan (kor. 유명환, ur. 8 kwietnia 1946) – południowokoreański dyplomata, były minister spraw zagranicznych i handlu od lutego 2008 r. do 4 września 2010. Jego rezygnacja była spowodowana zarzutami o nepotyzm, gdyż jego córka pracowała w jego departamencie. Wcześniej piastował m.in. stanowiska ambasadora w Izraelu, Japonii i na Filipinach. Yu uzyskał licencjat na kierunku administracji publicznej na Uniwersytecie w Seulu.